# Inopsis flavicollis
Inopsis flavicollis là một loài bướm đêm thuộc phân họ Arctiinae, họ Erebidae.